# الراوندية
الراوندية فرقة من فرق الخرمية التي تعود بالأصل إلى الديانة المزدكية وسميت بالراوندية نسبةً إلى قرية راوند وهي قرية من قرى قاسان بنواحي أصبهان.

## عقيدة الراوندية
كانوا يقولون بالتناسخ، ويزعمون أن روح آدم انتقلت إلى عثمان بن نهيك، وأن ربهم الذي يطعمهم ويسقيهم أبو جعفر المنصور. وأن الهيثم بن معاوية جبريل.

## ثورتهم على الخلافة العباسية
قاموا بثورة على أبي جعفر المنصور ويرى بعض المؤرخين أن الراوندية قد رفعوا منزلة أبو جعفر المنصور حيلةً منهم، وكان الغرض هو الوصول إلى المنصور حتى يكونوا قريبين منه ومن ثم التمكّن من قتله